# 篤姬 (電視劇)
《篤姬》，是日本放送協會（NHK）在2008年推出的第47部大河劇。由宮崎葵主演。

## 簡介
改編自已故日本小說家宮尾登美子所著小說《天璋院篤姬》，描述德川幕府末年，由薩摩藩（今 鹿兒島縣）出身的武士女兒篤姬，嫁給第13任幕府將軍德川家定、年輕守寡、幕府倒台等48年的人生。

## 收視
《篤姬》平均收視率為24.5%，是自21世紀以來大河劇的最高收視率，亦是以幕末為背景的大河劇史上第一位。並創下繼1996年的《秀吉》之後，全50集收視率皆在20%以上、史上首次播出中由第一集同時重播的紀錄，為鹿兒島帶來共計達262億圓日幣的觀光旅遊收益，「篤姬館」入場人次亦破60萬人，亦是2008年日本文化廳藝術祭的獲選作品。

## 相關資訊
- 主角由曾主演NHK晨間劇《純情閃耀》、電影《NANA》的演員宮崎葵主演，演出時年齡為22歲1個月，打破瀧澤秀明在2005年主演《義經》的紀錄（22歲9個月），而上一次紀錄已是1966年由四代目尾上菊之助（寺島忍父親）主演的《源義經》（23歲3個月）。也打破了2006年主演《功名十字路》的仲間由紀惠的最年輕女演員紀錄（26歲2個月）。
- 繼松嶋菜菜子之後，第二位主演晨間劇和大河劇的演員。
- 本劇登場人物為了有身分區隔，下級武士（比如西鄉家、大久保家）說的是鹿兒島方言，上級武士（如島津家、小松家）則說普通話。這一點也符合島津齊彬長年居住在江戶的史實。
- 片頭曲使用的是歐洲畫家克林姆的畫風，同時也有女主角宮崎葵的演出。
- 為了防止商標濫用，NHK已經將《篤姬》、「大河劇篤姬」等進行商標登陸，使用者必須負擔一定費用。這一點也因為篤姬是歷史名詞而受到批判，不過NHK沒有要撤回的意思。
- 《篤姬》在故鄉鹿兒島地區收視率，第二回達29.3%，此後一直維持在30%以上，第三十六回達41.9%紀錄。關東地區收視率最高為第四十八回的29.2%、鹿兒島地區最高是第五十回的43.1%。
- 近年來大河劇通常第一回與最終回會放映一小時。篤姬由於好評，最終回則達1小時10分之長，放送時間超過1小時，打破1991年的《太平記》以來記錄。而次年的《天地人》第一回與最終回也都達1小時15分之長。
- 由於本劇獲得高收視率，編劇田渕久美子被NHK遴選為2011年大河劇《江～公主們的戰國～》編劇。
- 2009年開始台灣的電視台也開始播送篤姬，反應良好，合計播送了10回以上。另外由於週邊產品與旅遊觀光，狂熱的影迷也以個人旅行方式到日本參觀。
- 《江～公主們的戰國～》播出前，NHK製作過特別節目「看見大河劇50作」。在本節目中訪問到演出幾島的松坂慶子。松坂慶子表示，宮崎葵在現場很有活力，即使在晚上拍戲也是，還向她打氣，反而是她有點手忙腳亂。
- 日本電視評論員指出，因《篤姬》的極大反響與成功，使NHK對於起用女演員主演大河劇之信心大增。包括其後的《江～公主們的戰國～》、《八重之櫻》等。
- 2015年1月，《篤姬》原著作者宮尾登美子逝世，宮崎葵亦表示追悼之意。[1]

## 獎項
| 大獎                      | 獎項            | 得獎者 | 結果 |
| ------------------------- | --------------- | ------ | ---- |
| 日本文化廳藝術祭          | 作品獎          |        | 獲獎 |
| 第45回銀河賞              | 電視部門 個人獎 | 宮崎葵 | 獲獎 |
| 第59回日劇學院賞          | 最佳女主角獎    | 宮崎葵 | 獲獎 |
| TV LIFE第18回年度日劇大賞 | 最佳女主角獎    | 宮崎葵 | 獲獎 |
| TVnavi日劇年度大賞        | 最佳女主角獎    | 宮崎葵 | 獲獎 |
| Élan d'or賞               |                 | 宮崎葵 | 獲獎 |
| 第12回日刊體育日劇大賞    | 最佳女主角獎    | 宮崎葵 | 獲獎 |
| （TV部門）                | 年度作品獎      |        | 獲獎 |
| 2009年橋田獎              |                 |        | 獲獎 |

## 登場人物

### 主人翁
| 角色         | 演員                                 | 國語配音 | 介紹 |
| 御台／天璋院 | 宮崎葵 幼年：永井穂花 少女：岩本千波 | 許淑嬪   | 篤姬、篤子、於一。島津忠剛、阿幸之女。島津齊彬之養女 近衛忠熙之養女、敬子 後嫁德川家祥（家定）為御台所 與德川家定成為夫婦，日後更達成亡夫之遺願「保護德川家之心」。 |

### 今和泉島津家
| 角色     | 演員                    | 介紹                             |
| 島津忠剛 | 長塚京三                | 島津忠敬、於一之父，阿幸之夫     |
| 阿 幸    | 樋口可南子              | 島津忠敬、於一之母。島津忠剛之妻 |
| 島津忠敬 | 岡田義徳 幼年：坂井和久 | 於一的三哥，肝付尚五郎的好友     |
| 菊 本    | 佐佐木澄江              | 於一之乳娘                       |
| 栗川孫六 | 梅野泰靖                | 今和泉島津家的家老               |
| 詫摩治通 | 少路勇介                | 今和泉島津家的家臣               |
| 志 乃    | 小林麻子                | 篤姬的貼身侍女                   |
| みね     | 棚橋幸代                |                                  |
| 島津忠冬 | 河野安郎 幼年：藤崎剛   | 於一的大哥                       |
| 島津久敬 | 松尾勝久 幼年：田中碧海 | 於一的二哥                       |
| 忠冬之妻 | 加藤絹子                |                                  |

### 薩摩藩

#### 島津本家
| 角色       | 演員       | 介紹                                                                                 |
| 島津齊彬   | 高橋英樹   | 薩摩藩藩主，篤姬之養父                                                               |
| 英 姬      | 余貴美子   | 篤姬冷若冰霜的養母。齊彬的正室夫人，出生於一橋家，小時因罹天花致臉上殘留痘痕         |
| 島津忠教   | 山口祐一郎 | 齊彬同父異母的弟弟，母親為由羅                                                       |
| 島津齊興   | 長門裕之   | 齊彬之父，曾為薩摩藩藩主                                                             |
| 由 羅      | 涼風真世   | 齊彬的庶母，不擇手段的野心家                                                         |
| 島津忠義   | 中川真吾   |                                                                                      |
| 於 哲      | 吉高由里子 | 島津忠教之女                                                                         |
| 島津右近   | 加治將樹   | 島津忠教之子。曾喜歡於一，並拜託父親至今和泉島津家提親，後因於一成為齊彬之養女而作罷 |
| 島津寬之助 | 近藤隆正   | 齊彬之子                                                                             |
| 島津篤之助 | 本川嵐翔   | 齊彬之子                                                                             |
| 於 定      | 阿嘉真理乃 | 島津忠教之女                                                                         |
| 於 寬      | 戎怜菜     | 島津忠教之女                                                                         |
| 虎壽丸     | 渡邊奏人   | 齊彬的幼子                                                                           |
| 須 磨      | 津金恵里沙 | 齊彬的側室                                                                           |
| 暐 姬      | 飯田汐音   | 齊彬之女                                                                             |
| 典 姬      | 名波海紅   | 齊彬之女                                                                             |
| 寧 姬      |            | 齊彬之女                                                                             |

#### 上級藩士家族
| 角色       | 演員       | 介紹                             |
| 小松帶刀   | 瑛 太      | 原名肝付尚五郎，喜歡於一         |
| 小松清猷   | 澤村一樹   | 肝付尚五郎、島津忠敬和於一的老師 |
| 阿 近      | 友坂理惠   | 小松帶刀妻子，清猷的妹妹         |
| 於 琴      | 原田夏希   | 小松帶刀側室                     |
| 肝付兼善   | 榎木孝明   | 小松帶刀父親                     |
| 調所廣鄉   | 平幹二朗   | 薩摩藩家老                       |
| 島津伯耆   | 長澤大     |                                  |
| 川上筑後   | 岡本光太郎 |                                  |
| 島津豐後   | 中山克己   | 薩摩藩家老（第4回：淺沼晋平）    |
| 島津將曹   | 天現寺龍   |                                  |
| 新納久仰   | 本田清澄   |                                  |
| 島津久風   | 坂部文昭   |                                  |
| 小松清穆   | 伊藤鑛     |                                  |
| 勝（マサ） | 南一恵     |                                  |
| 絹（きぬ） | 三澤明美   |                                  |
| 竪山武兵衛 | 山本龍二   |                                  |
| 谷村昌武   | 植原健介   |                                  |
| 島津兵庫   | 島津讚岐   |                                  |
| 安千代     | 高橋平     | 小松帶刀之子，為於琴所生         |
| 桂家當主   | 黒木利德   |                                  |

#### 下級藩士家族
| 角色         | 演員       | 介紹                                 |
| 西鄉吉之助   | 小澤征悦   | 後改名為西鄉隆盛，成為維新三傑之一   |
| 大久保正助   | 原田泰造   | 後改名為大久保利通，成為維新三傑之一 |
| 有馬新七     | 的場浩司   |                                      |
| 阿 福        | 真野響子   | 大久保一蔵之母                       |
| 大久保利世   | 大和田伸也 | 大久保一蔵之父                       |
| 伊地知正治   | 三宅弘城   |                                      |
| 海江田信義   | 平山浩行   |                                      |
| 西鄉信吾     | 水谷百輔   | 西鄉隆盛之弟                         |
| 大山綱良     | 俊藤光利   |                                      |
| 有村雄助     | 田上晃吉   | 海江田信義之弟                       |
| 有村次左衛門 | 遠藤雄弥   | 海江田信義之弟                       |
| 奈良原喜八郎 | 武智健二   |                                      |
| 西鄉吉次郎   | 真島公平   | 西鄉隆盛之弟（第6回：鈴木兵太郎）    |
| 道島五郎兵衛 | 矢野義人   |                                      |
| 橋口吉之丞   | 石川賢二   |                                      |
| 須萬（スマ） | 栗原瞳     | 大久保一藏之妹                       |
| 嶺（ミネ）   | 高松亞郁   | 大久保一藏之妹                       |
| 西鄉吉兵衛   | 五王四郎   | 西鄉隆盛之父                         |
| 菅（スガ）   | 森脇由紀   |                                      |
| 政 子        | 高岡雅子   | 西鄉隆盛之母                         |
| 西鄉龍右衛門 | 小泉龍彦   | 西鄉隆盛之祖父                       |
| 天琴（コト） | 室伏由紀江 |                                      |
| 崇（タカ）   | 青木琴子   | 西鄉隆盛之妹                         |

#### 奥女中
| 角色            | 演員       |
| 小之島          | 佐藤藍子   |
| 廣 川           | 板谷由夏   |
| 高 山           | 左時枝     |
| 藤 野           | 北原佐和子 |
| 幸（ゆき）      | 松田美保   |
| 久（ひさ）      | 大石好美   |
| 瀧 尾（たきお） | 村田志織   |

### 幕府

#### 德川家
| 角色       | 演員                    | 國語配音 | 介紹                                           |
| 德川家定   | 堺雅人                  | 吳文民   | 第13任將軍，篤姬的丈夫                         |
| 德川家茂   | 松田翔太                |          | 第14任將軍。篤姬名義上的兒子                   |
| 德川慶喜   | 平岳大                  | 曹冀魯   | 第15任將軍                                     |
| 德川齊昭   | 江守徹                  |          | 慶喜之父                                       |
| 德川家慶   | 齊木茂                  |          | 第12任將軍，第13任將軍德川家定之父，篤姬的公公 |
| 田安龜之助 | 吉武怜朗 幼年：小林海人 |          | 德川宗家第16任繼承人，由篤姬撫育               |
| 田安慶賴   | 長谷川譽                |          |                                                |

#### 大奥
| 角色           | 演員       | 國語配音 | 介紹                                                                                 |
| 静寛院（和宮） | 堀北真希   |          | 孝明天皇的皇妹，第十四代將軍德川家茂的御台所，篤姬名義上的媳婦                       |
| 幾 島          | 松坂慶子   |          | 篤姬被島津齊彬收養後，服待她的貼身老女                                               |
| 瀧 山          | 稻森泉     |          | 大奧總管                                                                             |
| 本壽院         | 高畑淳子   | 魏晶琦   | 第十二代將軍德川家慶側室，第十三代將軍德川家定之母，篤姬的婆婆，力挺德川慶福為繼承人 |
| 觀行院         | 若村麻由美 |          | 和宮生母                                                                             |
| 庭田嗣子       | 中村梅子   |          | 和宮老女                                                                             |
| 於志賀         | 鶴田真由   |          | 德川家定側室                                                                         |
| 重 野          | 中嶋朋子   |          |                                                                                      |
| 唐 橋          | 高橋由美子 |          | 篤姬的心腹                                                                           |
| 歌 橋          | 岩井友見   |          |                                                                                      |
| 初 瀬          | 宮地雅子   |          |                                                                                      |
| 常磐井         | 戶谷友     |          |                                                                                      |
| 土御門藤子     | 竹本聰子   |          |                                                                                      |
| 花 園          | 兒玉愛     |          |                                                                                      |
| 常 磐          | 安倍麻美   |          |                                                                                      |
| 岩 野          | 水月舞     |          |                                                                                      |
| 川 井          | 片山美穂   |          |                                                                                      |
| 福（ふく）     | 稻葉小百合 |          |                                                                                      |
| 桑（くわ）     | 細川步     |          |                                                                                      |
| 通（かよ）     | 澀谷晶己   |          |                                                                                      |
| 坂（さか）     | 赤坂美穂   |          |                                                                                      |
| 宮（みや）     | 三國由奈   |          |                                                                                      |
| 福 田          | 東條織江   |          |                                                                                      |
| 美 季 （みき） | 鈴木美智子 |          |                                                                                      |
| 諏 訪（すわ）  | 內田里美   |          |                                                                                      |
| 強（つよ）     | 三宅朣     |          |                                                                                      |
| 能 登          | 宮崎彩子   |          |                                                                                      |
| 少 進          | 中村春菜   |          |                                                                                      |
| 岩 尾          | 板尾直子   |          |                                                                                      |
| 少 進          | 早野實紗   |          |                                                                                      |
| 侍上臈         | 川田忍     |          |                                                                                      |

#### 幕閣
| 角色       | 演員       | 介紹                                                               |
| 阿部正弘   | 草刈正雄   | 老中首座                                                           |
| 井伊直弼   | 中村梅雀   | 大老，安政大獄的主使者，1860年於櫻田門外遭水戶藩浪士及薩摩藩士暗殺 |
| 堀田正睦   | 辰巳琢郎   |                                                                    |
| 安藤信正   | 白井晃     |                                                                    |
| 松平忠固   | 松澤一之   |                                                                    |
| 久世廣周   | 志賀廣太郎 |                                                                    |
| 脇坂安宅   | 櫻木健一   |                                                                    |
| 間部詮勝   | 谷本一     |                                                                    |
| 板倉勝静   | 西田聖志郎 |                                                                    |
| 小笠原長行 | 伊集院八朗 |                                                                    |
| 松平康英   | 佐藤正宏   |                                                                    |

#### 幕臣
| 角色       | 演員       | 介紹         |
| 勝海舟     | 北大路欣也 | 坂本龍馬之師 |
| 約翰萬次郎 | 勝地涼     |              |
| 久貝因幡守 | 藤木孝     |              |
| 木村攝津守 | 小林勝也   |              |
| 榎本武揚   | 鈴木綜馬   |              |
| 深谷盛房   | 野村信次   |              |
| 川路聖謨   | 本多普     |              |
| 井上清直   | 吉滿涼太   |              |
| 岩瀨忠震   | 吉見幸洋   |              |
| 伊東玄朴   | 德井優     |              |
| 瀧川具拳   | 高橋耕次郎 |              |
| 寫真技師   | 原康義     |              |

### 諸藩、志士

#### 諸侯
| 角色     | 演員     |
| 松平春嶽 | 矢島健一 |
| 伊達宗城 | 森田順平 |
| 松平容保 | 志村東吾 |
| 山内容堂 | 今拓哉   |
| 戶田光則 | 八波一起 |

#### 諸藩藩士
| 角色         | 演員       |
| 長野義言     | 大林丈史   |
| 木戶孝允     | 鈴木淳評   |
| 伊藤俊輔     | 岡本高英   |
| 井上聞多     | 吉野容臣   |
| 橋本左内     | 中山麻聖   |
| 宇津木六之丞 | 佐藤旭     |
| 長岡監物     | 豊嶋稔     |
| 鵜飼吉左衛門 | 赤崎ひかる |
| 久坂玄瑞     | 東武志     |
| 三吉慎蔵     | 二橋進     |
| 後藤象二郎   | 古本新乃輔 |
| 鵜飼幸吉     | 渡邊慎一郎 |
| 原田八兵衛   | 吉野容臣   |

#### 其他的志士
| 角色       | 演員       |
| 坂本龍馬   | 玉木宏     |
| 於 龍      | 市川實日子 |
| 月 照      | 高橋長英   |
| 平野國臣   | 佐藤政之   |
| 中岡慎太郎 | 天原雅道   |
|            | 於龍之父   |

### 朝廷

#### 皇族
| 角色         | 演員       | 介紹                                               |
| 孝明天皇     | 東儀秀樹   | 第121代天皇，為和宮同父異母的哥哥                  |
| 有栖川宮熾仁 | 竹財輝之助 | 原本與和宮指腹為婚，但因公武合體政策而被迫放棄婚約 |

#### 近衛家
| 角色     | 演員       | 介紹         |
| 近衛忠熙 | 春風亭小朝 |              |
| 村 岡    | 星由里子   | 近衛家老女   |
| 近衛忠房 | 三上市朗   |              |
| 郁 姬    | 早川百合   | 島津齊彬姐姐 |
| 龜 岡    | 山本郁子   |              |
| 近衛泰子 | 長谷川愛美 |              |

#### 公卿
| 角色       | 演員       | 介紹           |
| 岩倉具視   | 片岡鶴太郎 | 公武合體主導者 |
| 大原重德   | 木村元     |                |
| 九條尚忠   | 磯部勉     |                |
| 鷹司政通   | 光枝明彦   |                |
| 鷹司輔熙   | 江良潤     |                |
| 姉小路公知 | 若松泰弘   |                |
| 中山忠能   | 神崎智孝   |                |
| 三條實美   | 小濱正寛   |                |
| 武家傳奏   | 鳥木元博   |                |

### 市井
| 角色  | 演員     |
| 太 助 | 可樂餅   |
| 千 吉 | 三谷昌登 |

### 歐美諸國
| 角色                                      | 演員                           |
| 馬休·佩里（Matthew Calbraith Perry）      | 尼諾A（NIno A）                |
| 哈里斯（Townsend Harris）                 | 克勞佛（Blake Crawford）       |
| 赫斯肯（Hendrick Conrad Joannes Heusken） | 塞利契夫（Maxim Tselichtchev） |
| 李察森（Charles Lennox Richardson）       | 梅伊（(Christopher May）       |
| 波瑞達（Margaret Watson Borradaile）      | 歐茲（Haruka Orth）            |
| 馬歇爾（William Marshall）                | 尼爾森（Garthe Nelson）        |
| 克拉克（Woodthorpe Charls Clark）         | 隆格萊（Dennis Longley）       |
| 因格索爾（Daird Ingersoll）               | 摩爾（Ian Moore）              |
| 漂流民                                    | 佐佐木洋平                     |
| 漂流民                                    | 北山雄一郎                     |
| 尼爾（Edward St. John Neale）             | 其納利（Mark Chinnery）        |

### 其他
| 角色  | 演員   |
| 人 影 | 麿赤兒 |

## 播放

### 通常放送時間
綜合電視臺
- 首播　星期日20:00 - 20:45
- 重播　星期六13:05 - 13:50

衛星第2頻道
- 星期日22:00 - 22:45

NHK數位衛星高畫質頻道
- 星期日18:00 - 18:45

### 播放日期、副題、收視率
- 第1回為1小時、最終回為1小時10分鐘的延長版。

| 集數 | 播放日期   | 中文副題         | 原文副題 | 篤姫紀行                                                   | 收視率 |
| ---- | ---------- | ---------------- | -------- | ---------------------------------------------------------- | ------ |
| 1    | 2008/01/06 | 天命之子         |          | 篤姫的故鄉（鹿兒島縣鹿兒島市／指宿市）                     | 20.3%  |
| 2    | 2008/01/13 | 櫻島之誓         |          | 尚五郎的故鄉（鹿兒島縣鹿兒島市）                           | 20.4%  |
| 3    | 2008/01/20 | 薩摩分裂         |          | 薩摩最強的武士團（鹿兒島縣出水市）                         | 21.4%  |
| 4    | 2008/01/27 | 明君動怒         |          | 藩主 齊彬的功績（鹿兒島縣鹿兒島市）                        | 22.7%  |
| 5    | 2008/02/03 | 日本第一的男人   |          | 萬次郎的故鄉（高知縣土佐清水市）                           | 24.0%  |
| 6    | 2008/02/10 | 女人之路         |          | 薩摩藩的鄉中教育（鹿兒島縣鹿兒島市）                       | 22.7%  |
| 7    | 2008/02/17 | 父親之淚         |          | 篤姫ゆかり的港町（鹿兒島縣指宿市）                         | 21.6%  |
| 8    | 2008/02/24 | 公主的教育       |          | 黑船來航（神奈川縣横須賀市）                               | 22.4%  |
| 9    | 2008/03/02 | 篤姬誕生         |          | 篤姫誕生的城市（鹿兒島縣鹿兒島市）                         | 25.3%  |
| 10   | 2008/03/09 | 成為御台所的決心 |          | 德川齊昭的功績（茨城縣水戶市）                             | 23.8%  |
| 11   | 2008/03/16 | 七夕的重逢       |          | 飄著古香的城鎮（鹿兒島縣南薩摩市）                         | 24.7%  |
| 12   | 2008/03/23 | 再會了櫻島       |          | 心之故鄉櫻島（鹿兒島縣鹿兒島市）                           | 23.5%  |
| 13   | 2008/03/30 | 江戶的母親大人   |          | 篤姫 邁向江戶的途中（京都府京都市）                        | 21.6%  |
| 14   | 2008/04/06 | 父親的心願       |          | 井伊直弼的故鄉（滋賀縣彦根市）                             | 22.3%  |
| 15   | 2008/04/13 | 公主上陣         |          | 西鄉隆盛ゆかりの寺（東京都目黑區）                         | 23.7%  |
| 16   | 2008/04/20 | 波折的賞花會     |          | 慶喜的出生地（東京都文京區／千代田區）                     | 22.4%  |
| 17   | 2008/04/27 | 意外的親事       |          | 江戸薩摩藩屋敷（東京都港區／澀谷區）                       | 23.1%  |
| 18   | 2008/05/04 | 齊彬的密命       |          | Harris生活的港町（靜岡縣下田市）                           | 20.9%  |
| 19   | 2008/05/11 | 大奧入城         |          | 篤姫が暮らした城（東京都千代田區）                         | 24.6%  |
| 20   | 2008/05/18 | 花燭之夜         |          | 小松家的領地（鹿兒島縣日置市）                             | 24.2%  |
| 21   | 2008/05/25 | 妻子的戰爭       |          | 江戸城的面影・川越（埼玉縣川越市）                         | 24.4%  |
| 22   | 2008/06/01 | 將軍的秘密       |          | 阿部正弘の城下町（廣島縣福山市）                           | 24.8%  |
| 23   | 2008/06/08 | 器量比較         |          | 籓主齊彬的足跡（鹿兒島縣錦江町／南大隅町）                 | 24.8%  |
| 24   | 2008/06/15 | 不可原諒、篤姬   |          | 松平慶永の城下町（福井縣福井市）                           | 25.7%  |
| 25   | 2008/06/22 | 母親的愛憎       |          | 堀田正睦の城下町（千葉縣佐倉市）                           | 22.6%  |
| 26   | 2008/06/29 | 掀起風暴的建議書 |          | 月照ゆかりの地（京都府京都市）                             | 24.7%  |
| 27   | 2008/07/06 | 德川之妻         |          | 將軍・家定的足跡（東京都中央區）                           | 26.0%  |
| 28   | 2008/07/13 | 兩個遺言         |          | 斉彬の最期（鹿兒島縣鹿兒島市）                             | 26.2%  |
| 29   | 2008/07/20 | 天璋院篤姬       |          | 久光ゆかりの地（鹿兒島縣姶良町／鹿兒島市）                 | 24.3%  |
| 30   | 2008/07/27 | 將軍之母         |          | 紀伊徳川家の城下町（和歌山縣和歌山市）                     | 25.8%  |
| 31   | 2008/08/03 | 再會了、幾島     |          | 村岡ゆかりの嵯峨（京都府京都市）                           | 24.6%  |
| 32   | 2008/08/10 | 櫻田門外之變     |          | 櫻田門外之變（東京都千代田區／世田谷區）                   | 26.4%  |
| 33   | 2008/08/17 | 皇女和宮         |          | 和宮喜歡的京都（京都府京都市）                             | 27.7%  |
| 34   | 2008/08/24 | 公家與武家       |          | 坂下門外之變（東京都千代田區／福島縣磐城市）               | 26.4%  |
| 35   | 2008/08/31 | 疑惑的懷劍       |          | 龍馬のこころ息づく町（高知縣高知市）                       | 23.3%  |
| 36   | 2008/09/07 | 薩摩或德川       |          | 寺田屋事件（京都府京都市）                                 | 27.7%  |
| 37   | 2008/09/14 | 友情與訣別       |          | 勝海舟的足跡（東京都墨田區／千代田區）                     | 26.1%  |
| 38   | 2008/09/21 | 婆心與媳心       |          | 岩倉具視 隱居之地（京都府左京區岩倉）                      | 26.1%  |
| 39   | 2008/09/28 | 薩摩烽火起       |          | 薩英戰爭（鹿兒島縣鹿兒島市）                               | 24.7%  |
| 40   | 2008/10/05 | 兒子出征         |          | 蛤御門之變（京都府京都市）                                 | 28.1%  |
| 41   | 2008/10/12 | 薩長同盟         |          | 薩長同盟（京都府京都市）                                   | 24.2%  |
| 42   | 2008/10/19 | 兒子之死         |          | 帶刀・龍馬 靜養之地（鹿兒島縣霧島市）                      | 26.3%  |
| 43   | 2008/10/26 | 媳婦的決心       |          | 家茂ゆかりの寺（東京都港區）                               | 24.5%  |
| 44   | 2008/11/02 | 龍馬死矣         |          | 二條城 大政奉還的舞臺（京都府京都市）                      | 23.5%  |
| 45   | 2008/11/09 | 母親的信         |          | 徳川最後的城砦（大阪府大阪市）                             | 22.6%  |
| 46   | 2008/11/16 | 搶救慶喜         |          | 鳥羽伏見之戰（京都府京都市／八幡市）                       | 24.3%  |
| 47   | 2008/11/23 | 大奥的使者       |          | 大奧解散後的女性們。後話（埼玉縣川口市／鹿兒島縣鹿兒島市） | 25.1%  |
| 48   | 2008/11/30 | 無血開城         |          | 拯救江戶的3個人（東京都大田區／港區）                      | 29.2%  |
| 49   | 2008/12/07 | 明治前夕的重逢   |          | 徳川家ゆかりの城下町（静岡縣静岡市）                       | 27.8%  |
| 50   | 2008/12/14 | 堅貞之路         |          | 幕末を駆け抜けた2人（鹿兒島縣日置市／東京都台東區）        | 28.7%  |

## 製作團隊
- 原作：宮尾登美子（『天璋院篤姬』　講談社刊）
- 脚本：田淵久美子、松下和惠
- 音樂：吉俣良
- 音樂演奏：NHK交響樂團
- 音樂指揮：井上道義
- 演奏：弦一徹
- 劇中歌獨唱：和田由貴
- 題字：菊池錦子
- 時代考証：原口泉、大石學
- 建築考証：平井聖
- 衣裝考証：小泉清子
- 脚本協力：井出真理、田渕高志、金杉弘子
- 攝影協力：鹿兒島縣、鹿兒島縣鹿兒島市、指宿市、出水市、加治木町、茨城縣築波市、築波未來市、常總市、石岡市、櫻川市、靜岡縣伊豆國市、下田市
- 雅樂指導：東儀秀樹
- 舉止動作指導：西川箕乃助
- 武術指導：林邦史朗
- 圍棋指導：梅澤由香里
- 書道指導：望月曉云、三條西堯水
- 傳事指導：金嶽宗信
- 西樂指導：本條秀太郎、藤舎千穂
- 茶道指導：鈴木宗卓、杉本康子
- 花道指導：杉本康子
- 香道指導：三條西堯水
- 日本画指導：劉煐杲
- 筝指導：田村法子
- 薩摩琵琶指導：須田誠舟
- 鼓指導：藤舎千穂
- 扇子製作指導：松井宏
- 馬術指導：田中光法
- 貝合指導：生越仁子
- 禮法指導：小笠原敬承斎
- 投扇興指導：淡路保孝
- 連珠指導：三森政男
- 刺繡指導：柿崎清
- 藝妓指導：青木和子
- 薩摩方言指導：西田聖志郎
- 御所方言指導：堀井令以知
- 京都方言指導：井上裕季子
- 土佐方言指導：岡林桂子
- 標題影像：堀切園健太郎
- 資料提供：德川記念財團、尚古集成館、苗木遠山資料館、二條城、長崎豪斯登堡、陸奧北方漁船博物館、武雄市歷史資料館、東京國立博物館、國會圖書館、開陽丸、日本照相機博物館、伊牟田志香人、吉岡幸雄、野本禎司、竹村誠、野村玄、福田東久、高木頼雄
- 解說：奈良岡朋子（日本）；馮友薇（台灣）
- 副聲道解説：宇垣秀成
- 制作統括：佐野元彦
- 導演：佐藤峰世、岡田健、渡邊良雄、堀切園健太郎、上杉忠嗣、松川博敬

先前標題
- 解說：滑川和男（日本）；曹冀魯（台灣）

篤姫紀行
- 解說員：内藤裕子（日本）；馮友薇（台灣）
- 演奏
  - 吉俣良×弦一徹（第1～14回）
  - 吉俣良×柏木廣樹（第15～26回）
  - 吉俣良×千代正行（第27～39回）
  - 吉俣良×吉嶺史晴（第40～50回）

## 相關出版品
DVD
- 篤姬 完全版 第壹集（2008年12月19日發行），收錄本篇第1集～第27集和特典影像。
- 篤姬 完全版 第貳集（2009年3月25日發行），收錄本篇第28集～第50集和特典影像。
- 篤姬 總集篇（2009年3月13日發行）

原聲帶
- 「篤姬」Original Soundtrack 1（2008年2月20日發行）
- Original Soundtrack「篤姬」～2～（2008年10月29日發行）

官方書籍
- NHK大河劇官方導覽手冊‧篤姬 前篇　ISBN 978-4-14-923347-5（2007年12月20日發行）
- NHK大河劇官方導覽手冊‧篤姬 後篇　ISBN 978-4-14-923348-2（2008年6月30日發行）
- NHK大河劇官方導覽手冊‧篤姬 完結篇　ISBN 978-4-14-923349-9（2008年10月30日發行）
- NHK大河劇 歷史手冊 篤姬　ISBN 978-4-14-910655-7（2007年12月20日發行）

其他書籍
- NHK大河劇 篤姬 完全導覽手冊　ISBN 978-4-92456691-0（東京NEWS通信社版）
- NHK大河劇「篤姬」　ISBN 978-4-04-895008-4（角川TELEVISION版）

## 外部連結
- 篤姬緯來日本台官方網站 （页面存档备份，存于）（繁體中文）
- 篤姬民視官方網站 （页面存档备份，存于）（繁體中文）
- 互联网电影数据库（IMDb）上《篤姬》的资料（英文）
- []（繁體中文）

## 作品的變遷
| 日本NHK綜合頻道 週日晚間八點       | 日本NHK綜合頻道 週日晚間八點     | 日本NHK綜合頻道 週日晚間八點 |
| ---------------------------------- | -------------------------------- | ---------------------------- |
|                                    | 篤姬 （2008.1.6 - 2008.12.14）   |                              |
| 風林火山 （2007.1.7 - 2007.12.16） | 天地人 （2009.1.4 - 2009.11.22） |                              |

| 台灣緯來日本台 週一至週五22:00-23:00            | 台灣緯來日本台 週一至週五22:00-23:00     | 台灣緯來日本台 週一至週五22:00-23:00         |
| ----------------------------------------------- | ---------------------------------------- | -------------------------------------------- |
|                                                 | 篤姬 （2009.3.16 - 2009.5.22）           |                                              |
| 談判尤物 （2009.3.4 - 2009.3.13）               | 佐佐木夫妻大戰 （2009.5.25 - 2009.6.5）  |                                              |
| 台灣緯來日本台 週一至週五20:00-21:00            |                                          |                                              |
| 貧窮貴公子（重播） （2009.5.8 - 2009.5.22）     | 篤姬（重播） （2009.5.25 - 2009.7.31）   | 流星之絆 （2009.8.3 - 2009.8.14）            |
| 台灣緯來日本台 週一至週五22:00~24:00（連播2集） |                                          |                                              |
| 美女與男子 （2016.08.29 - 2016.09.09）          | 篤姬（重播） （2016.09.12 - 2016.10.19） | 半澤直樹（重播） （2016.10.20 - 2016.10.26） |
| 台灣緯來日本台 週一至週五10:00~12:00（連播2集） |                                          |                                              |
| —                                               | 篤姬（重播） （2025.01.15 - 2025.02.25） | —                                            |

| 台灣民視無線台 週一至週四22:00-23:00       | 台灣民視無線台 週一至週四22:00-23:00   | 台灣民視無線台 週一至週四22:00-23:00 |
| ------------------------------------------ | -------------------------------------- | ------------------------------------ |
|                                            | 篤姬 （2010.3.17 - 2010.6.11）         |                                      |
| 車神 （2010.2.9 - 2010.3.16）              | 難為女兒紅 （2010.6.14 - 2010.8.12）   |                                      |
| 台灣民視無線台 週一至週三22:00-23:00       |                                        |                                      |
| 新兵日記（重播） （2011.9.12 - 2012.2.28） | 篤姬（重播） （2012.2.29 - 2012.6.27） | —                                    |

| 香港亞洲電視本港台及亞洲高清台 星期一至五 21:30-22:30 6月4日 暫停播映 | 香港亞洲電視本港台及亞洲高清台 星期一至五 21:30-22:30 6月4日 暫停播映 | 香港亞洲電視本港台及亞洲高清台 星期一至五 21:30-22:30 6月4日 暫停播映 |
| --------------------------------------------------------------------- | --------------------------------------------------------------------- | --------------------------------------------------------------------- |
|                                                                       | 篤姬 （2010.5.19 - 2010.7.23）                                        |                                                                       |
| 正印出頭天 （2010.1.11 - 2010.5.18）                                  | 法網群英 （2010.7.26 - 2010.9.10）                                    |                                                                       |